# Filtración (Internet)
Una filtración en Internet se produce cuando la parte de una información confidencial se libera al público en Internet. Varios tipos de información y datos pueden ser, y han sido, "filtrados" a Internet, el más comunes son de información personal, software y código fuente, y obras artísticas, tales como libros o álbumes. Por ejemplo, un álbum musical se pierde si se ha puesto a disposición del público en Internet antes de su fecha de estreno oficial, este material musical tiene aún la intención de ser confidencial.
Una filtración generalmente es causada por una mala configuración de software como CVS o FTP que permite a las personas obtener archivos mediante la explotación de este, por los errores de software, o de los empleados que tienen acceso a las fuentes de parte de ellos revelando el código con el fin de perjudicar a los compañía.
Hubo muchos casos de filtración de código fuente en la historia del desarrollo de un software. Por ejemplo, en 2003, un cracker aprovechó de un agujero de seguridad en Outlook de Microsoft para obtener el código fuente completo de Half-Life 2, que se estaba desarrollando en ese momento. Las fuentes completas fueron puestas disponibles en el archivo de varias redes de intercambio. Esta filtración se rumoreaba que se debía al retraso del juego, pero más tarde fue declarado que no fue así.
Recientemente, varios libros de alto perfil se han filtrado en Internet antes de su fecha oficial de lanzamiento, incluyendo If I Did It, Harry Potter y las reliquias de la Muerte, y un primer borrador de los primeros doce capítulos de Sol de medianoche. La filtración de este último llevó a la autora Stephenie Meyer a suspender el trabajo en la novela.